# اندیس سرخا
سرخا یک اندیس فلزی است که در حوالی شهر خانه خاتون استان کرمان قرار دارد و مادهٔ معدنی موجود در آن، مس است.سنگ میزبان این اندیس دایکهای آذر آواری است و دیرینگی آن به دوران پالئوژن می‌رسد. در این اندیس، پاراژنز‌های پیریت یافت می‌شوند.